# CF Sparta Selemet
CF Sparta Selemet je moldavský fotbalový klub z obce Selemet. Byl založen roku 2011, hřištěm klubu je stadion s názvem Stadionul "CF Sparta" Selemet s kapacitou 1 000 diváků. K roku 2017 působí ve druhé moldavské lize Divizia A.
Po založení v roce 2011 hrál klub 4 sezóny ve třetí moldavské lize Divizia B.